# Инкерин Лиитто
«Инкерин Лиитто» (фин. Inkerin Liitto, «Ингерманландский союз») — российское добровольное общество ингерманландских финнов.

## История
Учредительное собрание общества состоялось 15 октября 1988 года в посёлке Тайцы (Ленинградская область). По предложению пастора Арво Сурво организацию решено было назвать «Inkerin Liitto». В ноябре того же года в Исполком Ленинградского областного Совета народных депутатов было подано заявление на регистрацию. 30 января 1989 года решением № 28 Леноблисполком «на основании Положения о добровольных обществах и союзах, утверждённого постановлением ВЦИК и СНК РСФСР от 10 июля 1932 года» согласился с образованием «добровольного общества ингерманландских финнов «Инкерин Лиитто» («Ингерманландский союз»)» и утвердил его устав. Целью общества было провозглашено: «возрождение национального самосознания ингерманландского народа, сохранение его как этнической общности на родной земле».
30 мая 1989 года было образовано Гатчинское отделение «Инкерин Лиитто», 23 сентября 1989 года — Ленинградское отделение. Первый съезд «Инкерин Лиитто» состоялся в Гатчине 17-18 февраля 1990 года. На съезде присутствовали 249 членов общества с правом голоса. На тот момент в «ИЛ» состояло свыше 500 человек в 8 районных отделениях.
После многочисленных обращений «Инкерин Лиитто» в Леноблсовет и Верховный Совет РФ о необходимости политической реабилитации ингерманландцев, осенью 1992 года появился проект, а 29 июня 1993 года Верховный Совет РФ принял Постановление «О реабилитации российских финнов».
В августе 1996 года делегация «Инкерин Лиитто», представлявшая ингерманландских финнов, впервые приняла участие во Всемирном конгрессе финно-угорских народов, проходившем в Будапеште, где мировое финно-угорское движение без дискуссий приняло ингерманландцев в свои ряды как отдельный народ. 
В конце февраля 1998 года общество возобновило издание газеты «Инкери», выходившей ранее на финском языке в 1884—1917 годах в Санкт-Петербурге и в 1922—1928 годах в Финляндии. Современная газета является печатным органом «Инкерин Лиитто» и выходит на двух языках (финском и русском).
Численность организации на территории Санкт-Петербурга и Ленинградской области оценивалась в 2012 году в 3,5 тыс. человек. По состоянию на 2012 год активисты общества «Инкерин Лиитто» были объединены в 20 местных отделений, ещё 7 отделений были расположены в других регионах России.
В 2017 году внеочередной съезд «Инкерин Лиитто» утвердил жёлто-сине-красный флаг Ингерманландии в статусе национального флага ингерманландских финнов, что было зафиксировано в новой редакции устава общества. Новая редакция устава, вместе с подробным описанием флага, его цветным изображением и статусом флага: «Флаг является национальным флагом ингерманландских финнов», была утверждена Министерством юстиции РФ.
«Инкерин Лиитто» организует курсы обучения финскому языку, а также совместно с Евангелическо-лютеранской церковью Ингрии проводит ежегодные празднования Юханнуса (фин. Juhannus).

## Руководство
В феврале 1989 года первым председателем «Инкерин Лиитто» был избран Пааво Паркинен (1948—2021). Затем общество возглавлял Виктор Хюренен. С 1996 по 1998 год председателем общества был Леонид Андреевич Гильди. С 1998 по 2018 год председателем общества являлся Александр Иванович Кирьянен. 18 марта 2018 года на съезде «Инкерин Лиитто» председателем был избран Роман Пелли. В марте 2020 года новым председателем был избран Дмитрий Поляков.
| Председатели общества | Председатели общества       |
| Даты                  | ФИО                         |
| --------------------- | --------------------------- |
| 1989—1990             | Парккинен Павел Петрович    |
| 1990—1992             | Хюренен Виктор Иванович     |
| 1992—1994             | Кокко Владимир Адольфович   |
| 1994—1996             | Кирьянен Александр Иванович |
| 1996—1998             | Гильди Леонид Андреевич     |
| 1998—2018             | Кирьянен Александр Иванович |
| 2018—2020             | Пелли Роман Эдуардович      |
| с 2020 года           | Поляков Дмитрий Валерьевич  |

Санкт-Петербургскую организацию «Инкерин Лиитто», объединяющую около 1000 человек, ранее возглавлял Владимир Кокко. В настоящее время Санкт-Петербургскую организацию «Инкерин Лиитто» возглавляет Елена Тикка.

## Другие организации
Впервые общество с названием «Инкерин Лиитто» было создано в Финляндии в 1922 году, это был союз ингерманландских беженцев из Советской России. Его деятельность была прекращена согласно решению Контрольной комиссии в 1944 году, на основании условий перемирия между Финляндией и Советским Союзом. 
В настоящее время общественные организации ингерманландских финнов существуют также в Финляндии (Suomen Inkeri-liitto), Швеции (Sveriges Ingermanländska Riksförbund), Эстонии (Eesti Inkerisoomlaste Liit) и российской Карелии (Karjalan Inkerinsuomalaisten Liitto).

## Фото
- Пааво Парккинен — первый председатель «Инкерин Лиитто»
- В. А. Кокко — председатель «Инкерин Лиитто»
 с 1992 по 1994 год и председатель шведского
 «Инкерин Лиитто» Инкери Петерсен
- Л. А. Гильди — председатель «Инкерин Лиитто»
 с 1996 по 1998 год
- А. И. Кирьянен — председатель «Инкерин Лиитто»
 с 1994 по 1996 и с 1998 по 2018 год
- Передача полномочий Роману Пелли. 2018 год